# مشمش

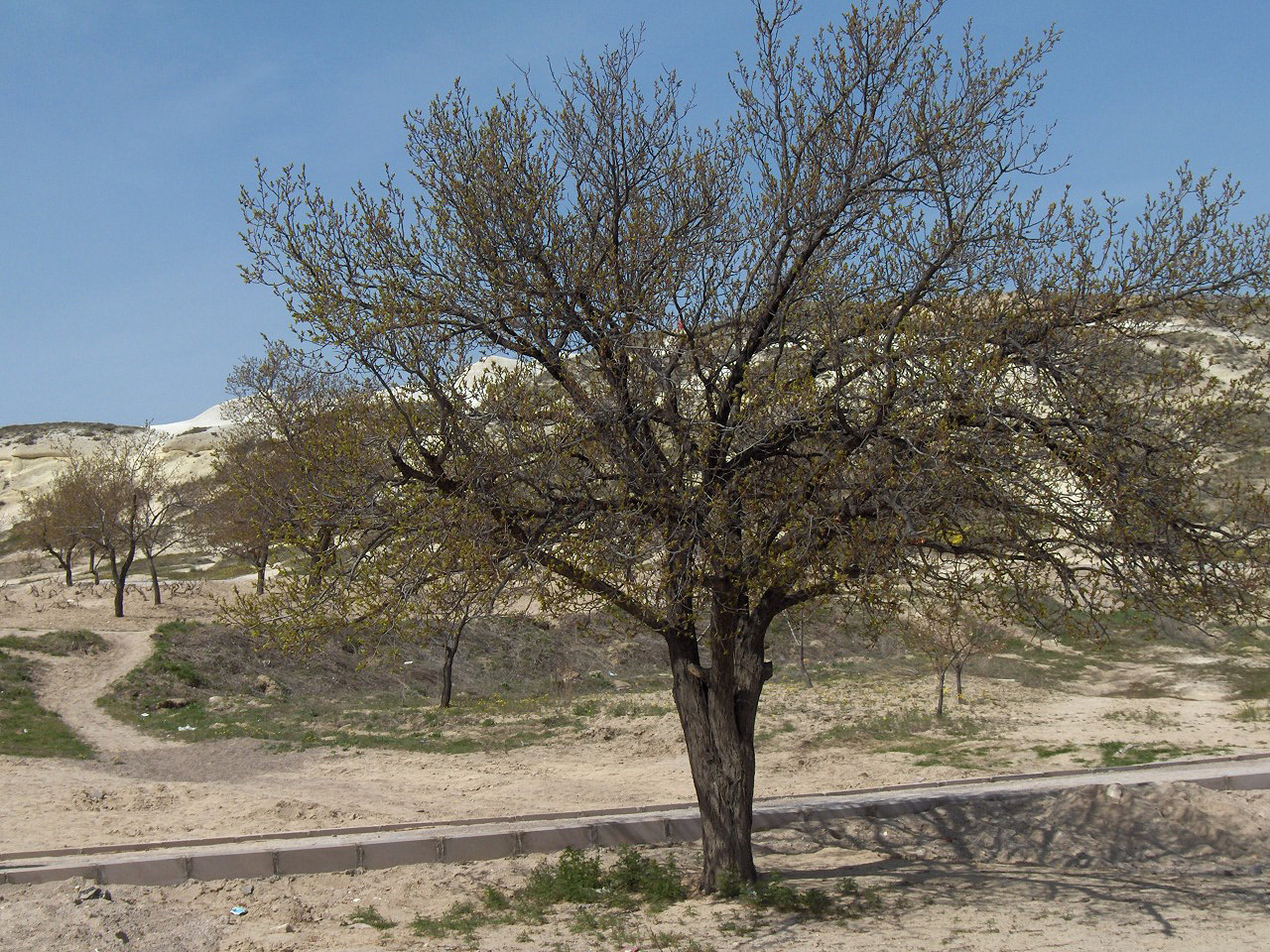
شجرة مِشْمِش في وسط كبادوكيا، تركيا

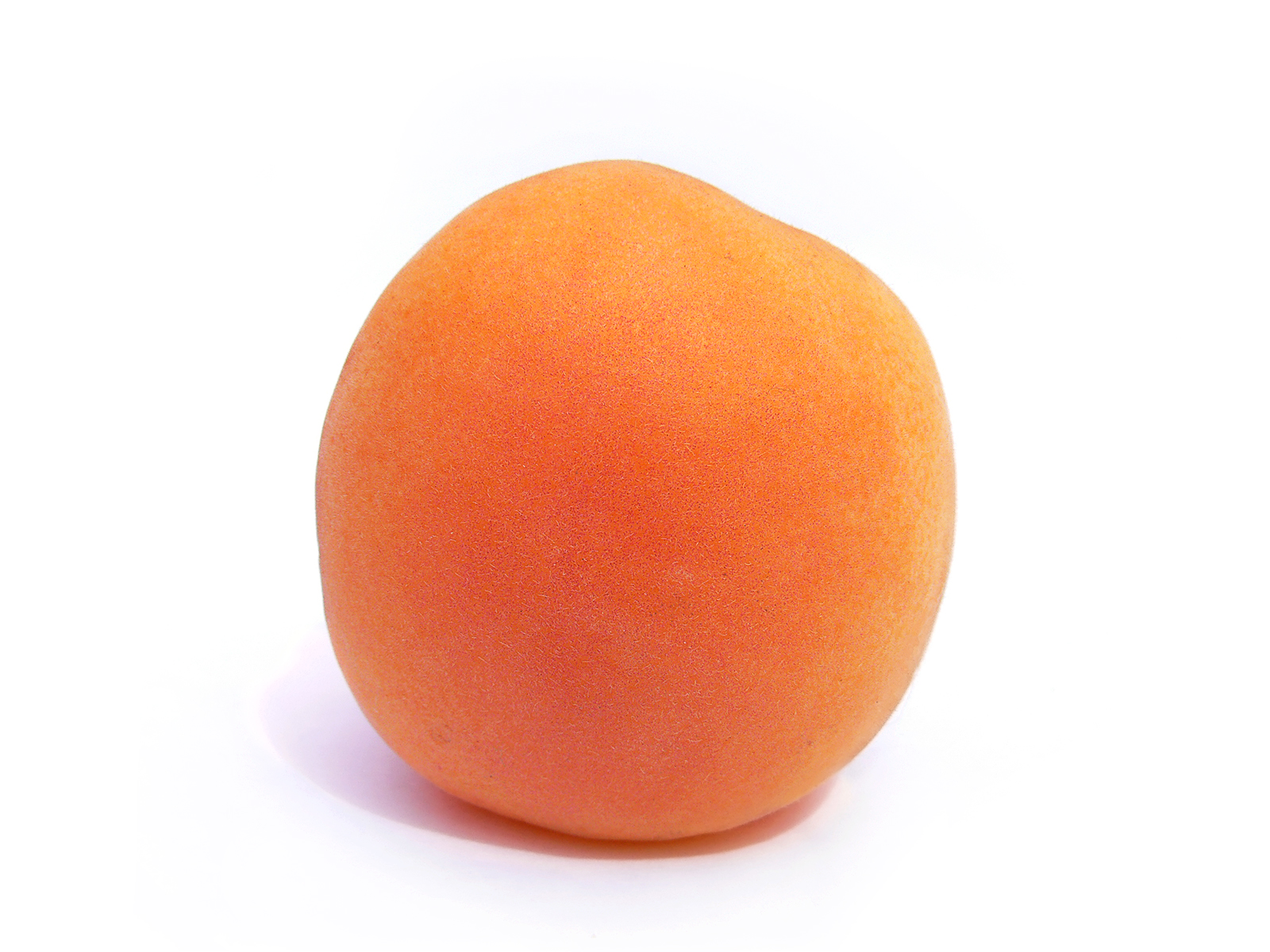
فاكهة مشمش طازجة

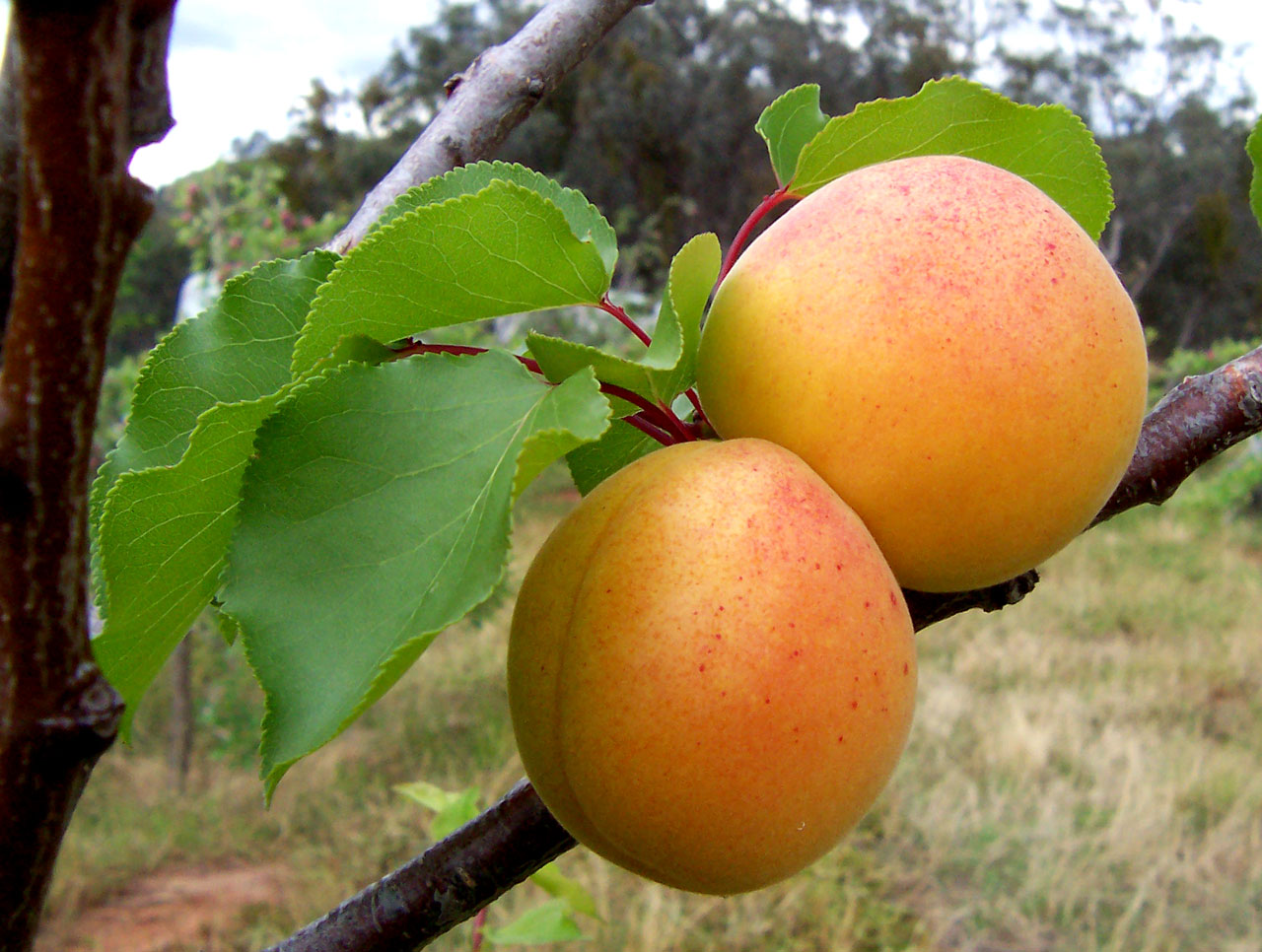
فاكهة المشمش

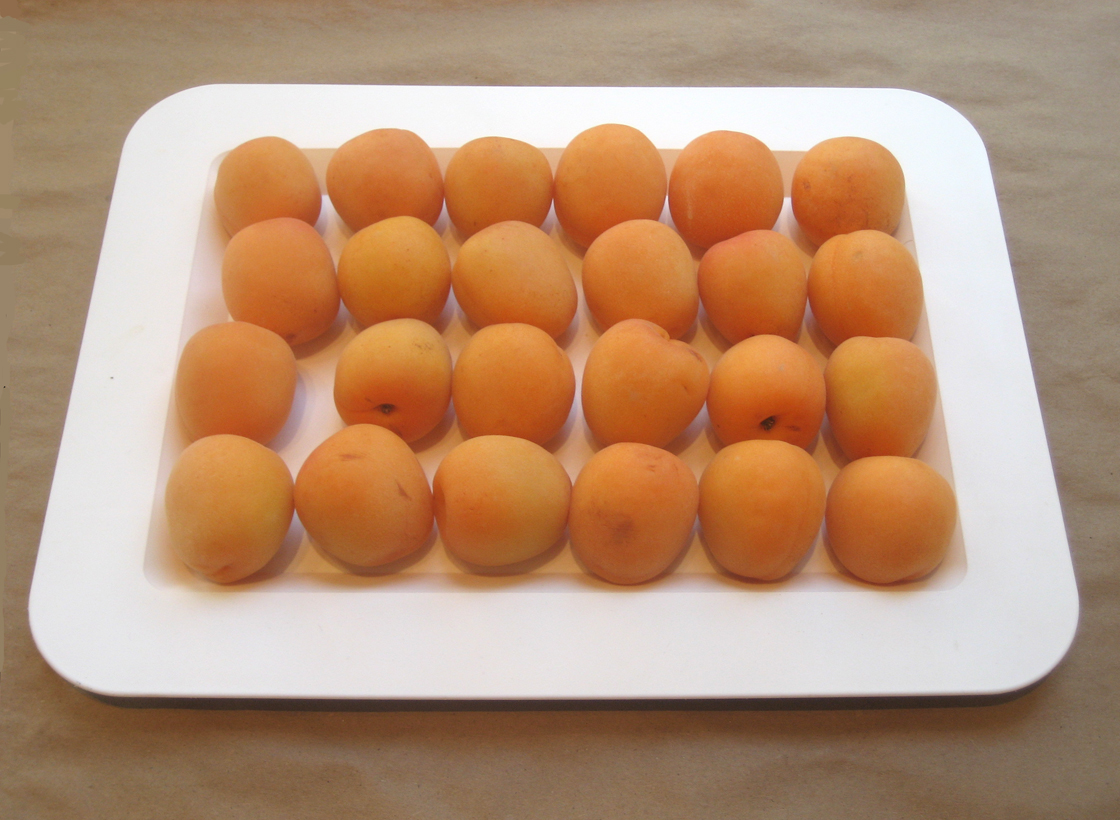
فاكهة مشمش طازجة في العرض.

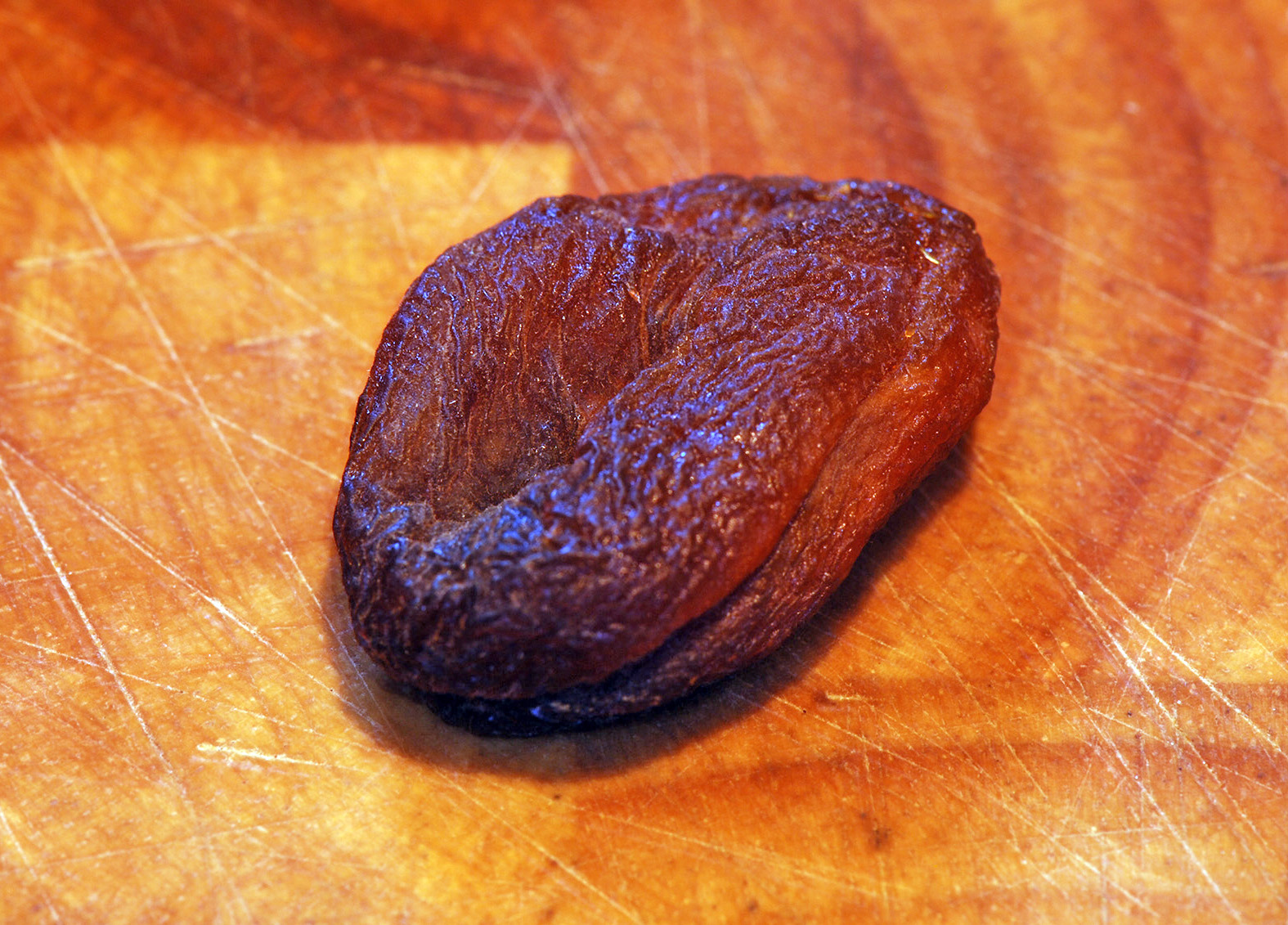
مشمش عضوي مجفف، منتج في تركيا.

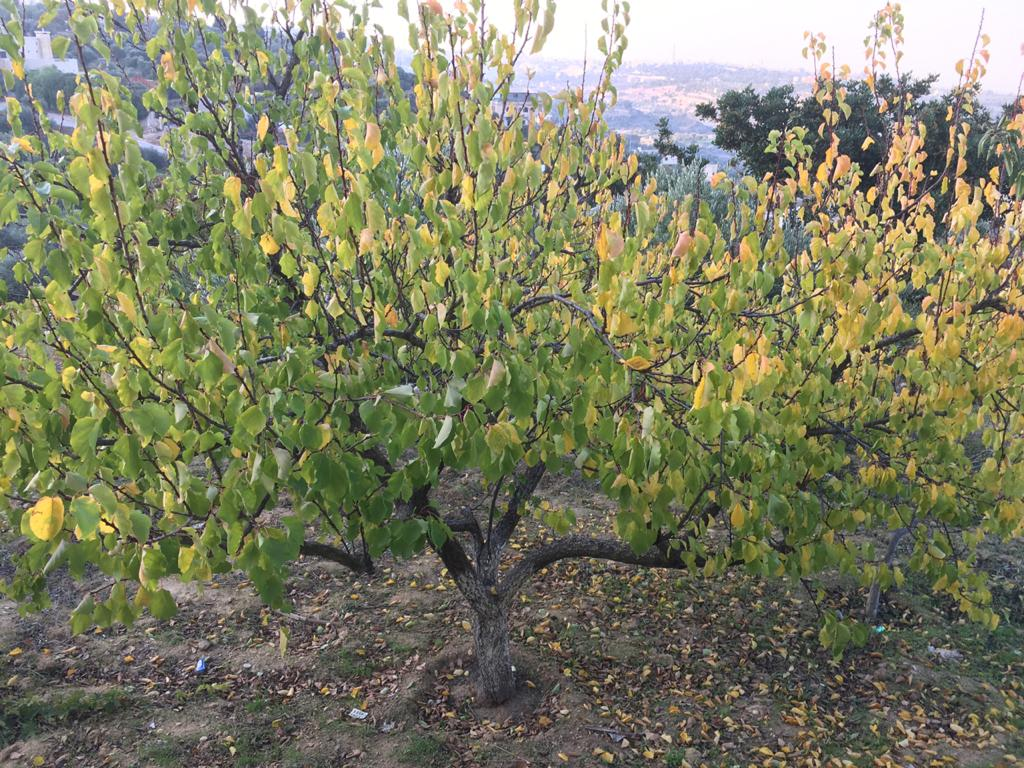
شجرة مشمش في قرية أم جوزة، الأردن

المِشْمِش أو برقوق أو تفاح أرمني أو مُشمُش (بالانجليزية Prunus armeniaca) هي شجرة مثمرة ذات حجم متوسط يتراوح طولها بين 2 و3 مترا، وتصل الأشجار المعمرة منها مايزيد عن ثمانية أمتار، أوراقها ذات شكل قلبي مع أطراف مدببة. طول الأوراق يصل لـ10 سم وعرضها بين الـ3 و4 سم. تسقط أوراقها في الخريف وتزهر في الربيع وفي الصيف تنضج ثمار المشمش. أزهارها ذات لون أبيض مائل إلى الوردي. تبدو ثمارها شبيهة بثمار الخوخ والنكتارين حيث لون المشمش يكون أصفرا أو برتقالى عليه مسحة حمراء. لثمرة المشمش نواة واحدة. وتختلف كمية طرحها وانتاجها من شجرة لأخرى.

## الاستزراع والاستعمالات

### لمحة تاريخية
الموطن الأصلي للمِشْمِش هو الصين حيث كان ينبت بريا على الحدود مع ما يعرف الآن بروسيا وقد عرف في الصين قبل ميلاد المسيح ب3 آلاف عام، ثم انتقل إلى بلدان أخرى مثل أرمينيا ولم يدخل المِشْمِش أوروبا إلا بعد ميلاد المسيح ثم انتشرت زراعته في أغلب دول العالم وخاصة الباردة والمعتدلة منها، يزرع على نطاق واسع في بلاد الشام تحديدا سورية وتشتهر بالمِشْمِش الحموي وكذلك في تركيا والمناطق الجنوبية المرتفعة من السعودية ومصر. حاليا تصدر تركيا 85% من الإنتاج العالمي للمِشْمِش المجفف. بعكس الخوخ يتحمل المِشْمِش درجات حرارة منخفضة جدا تصل إلى 30 درجة مئوية تحت الصفر. تصلح زراعة المِشْمِش في الجو البارد ومناخ المتوسط إلا أن أفضل بيئة له هي البيئة الجافة.

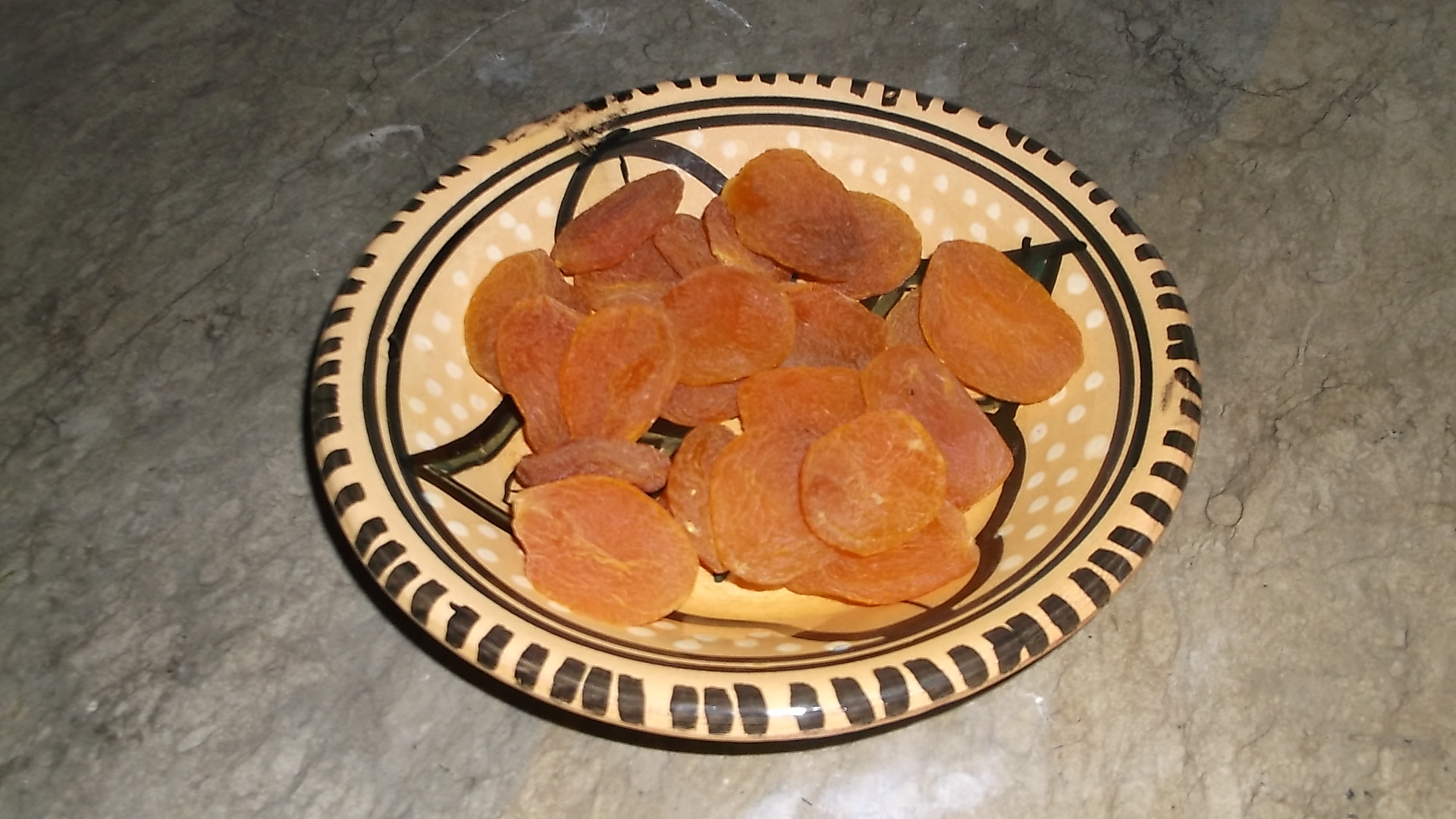
مشمش مجفف

### الإنتاج العالمي

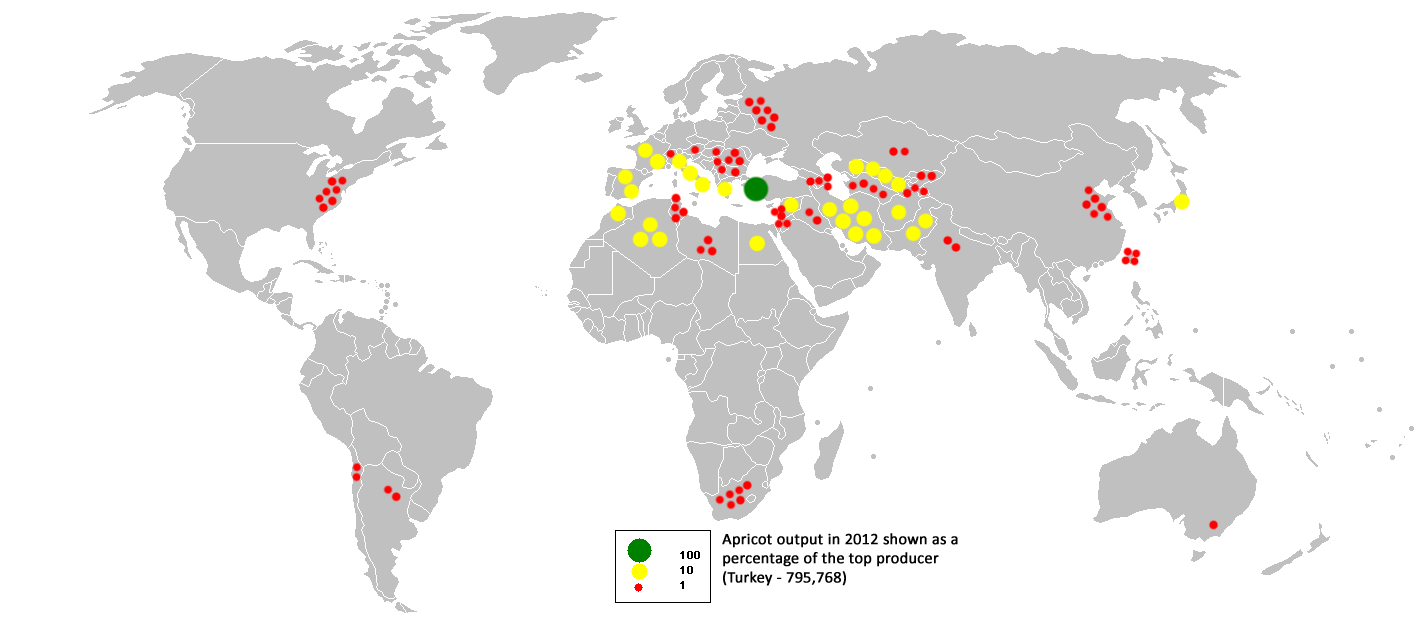
إنتاج المشمش في 2012

| أكثر عشرة دول إنتاجا للمشمش — 2009 (1,000 طن) | أكثر عشرة دول إنتاجا للمشمش — 2009 (1,000 طن) |
| --------------------------------------------- | --------------------------------------------- |
| تركيا                                         | 695                                           |
| إيران                                         | 398                                           |
| أوزبكستان                                     | 290                                           |
| إيطاليا                                       | 234                                           |
| الجزائر                                       | 203                                           |
| باكستان                                       | 194                                           |
| فرنسا                                         | 190                                           |
| المغرب                                        | 123                                           |
| أوكرانيا                                      | 116                                           |
| اليابان                                       | 115                                           |
| مصر                                           | 100                                           |
| سوريا                                         | 99                                            |
| مجموع الإنتاج العالمي                         | 3800                                          |
| المصدر: منظمة الأغذية والزراعة                |                                               |

## الظروف المناخية
أشجار المشمش من الأشجار التي تتأثر بالظروف الجوية خصوصا خلال فترة التزهير والعقد الحديث حيث أن ارتفاع درجات الحرارة في فترة ما بعد العقد ونمو الثمارثؤثر تأثيرا سلبيا على المحصول وعلى صفات الثمار. كما أن زيادة الرطوبة الجوية خلال هذه الفترة تساعد على زيادة انتشار الأمراض الفطرية خصوصا أمراض البياض التي تسبب تدهور في الصفات التجارية للثمار
علاوة على ذلك فإن عدم توفر درجات الحرارة المنخفضة والبرودة خلال فصلى الخريف والشتاء تسبب عدم انتهاء فترة السكون وبالتالى التأخر في تفتح البراعم الزهرية والخضرية وعدم الانتظار في تفتحها
وفترة السكون أو الراحة في أشجار المشمش قصيرة نسبيا إذا ما قورنت بأشجار الفاكهة ذات النواة الحجرية الأخرى أو التفاحيات ولا تحتاج إلى برودة عالية لإنهاء طور الراحة فتكفيها ساعات قليلة من درجات الحرارة المنخفضة

## الإكثار
يتم إكثار المشمش عن طريق التطعيم.ويعتبر التطعيم من أفضل الطرق لإكثار المشمش لمزاياه التي أهمها إنتاج أشجار متجانسة في النمو وفي مواعيد الإزهار والإثمار مما يسهل عمليات الخدمة والجمع والتسويق
ويتم تطعيم الأصناف المطلوبة على الأصول البذرية التي يتم إنتاجها بزراعة بذور المشمش الطازجة الناتجة من نفس الموسم عندما تكون صالحة للتطعيم
وتزرع البذرة لإنتاج الأصول التي يتم التطعيم عليها في خلال شهر أكتوير في المشتل حيث تأخذ البذور احتياجاتها من البرودة اللازمة لكسر طور الراحة بها خلال فترة الشتاء وتنبت البذور في بداية موسم النمو في أوائل فبراير تم تطعم الشتلات البذرية الناتجة خلال الصيف التالى بأحد الطرق الآتية التطعيم بالعين خلال الفترة من يونيو حتى سبتمبر. التطعيم بالكشط بأخذ العين بجزء من الخشب خلال الفترة من شهر فبراير ومارس أو خلال فترة الصيف التطعيم بالقلم خلال شهر يناير وفبراير وقبل سريان العصارة ولا تفضل هذه الطريقة في إكثار أشجار المشمش نظرا لسهولة انفصال الطعم عن الأصل في حالة وجود رياح شديدة وعدم الالتحام الجيد بين الأصل والطعم ولا يفضل زراعة المشمش عن طريق البذور حيث يعتقد وأصحاب المشاتل والزراع أن زراعة البذور الناتجة من ثمار الأصناف الممتازة يعطى أشجارا تعطى ثمارا متشابهة تماما مع ثمار الأشجار الأم ونظرا لعدم تماثل الأشجار الناتجة من حيث صفاتها مع الأشجار الأم لوجود انعزالات وراثية للإكثار عن طريق البذور

### الاستعمالات الطبية
المشمش فاكهة غنية بفيتامين أ (حوالي 18% من حاجة الإنسان اليومية) كما أنه غني بفيتامين ج والحديد والبوتاسيوم. ونظراً لكثرة إنتاجه عالمياً وقصر مدة بقاء الثمار بعد نضجها فإنه عادة ما يجفف أو يعلب كما في سوريا. والقيمة الغذائية للمشمش المجفف أعلى من المشمش غير المجفف. المشمش المجفف يقوي النظر وينشط وظائف الكبد. أفادت دراسة علمية حديثة بأن المشمش الجاف يفيد في علاج حالات فقر الدم ويقوي البصر، وينشط وظائف الكبد، ويقلل من مستويات الكوليسترول في الدم، كما أنه يحمي القلب والشرايين من الأمراض ويرجع ذلك لاحتوائه على مركبات«الكاروتينويد» التي تتحول في جسم الإنسان إلى فيتامين «أ» الذي تحتاجه العين للتخلص من المركبات الضارة التي تؤذيها.
تُساعد الألياف الموجودة في المشمش على تنشيط حركة العضلات الملساء في الجهاز الهضمي، والتي تُعرَف بالحركة الدودية، والتي تُحافظ على تنظيم حركة الأمعاء، وتسهيل عملية الإخراج، وبالإضافة إلى أنَّ المشمش يمتلك بعض الخصائص المُليّنة، وبالتالي غالباً ما يُوصى الأشخاص الذين يُعانون من الإمساك بشكل منتظم بتناول المشمش.
وأوضحت الدراسة أن ثمار المشمش قد تكون أفضل العلاجات على الإطلاق في وقاية النساء من الأمراض الجلدية وبثور الشباب وذلك لأن فيتامين
«أ» يوجد بكثرة في هذه الفاكهة يجعلها تتميز بمفعول مقاوم للتجاعيد.

## المعلومات الغذائية
تحتوي كل حبة مشمش (35 غ) بحسب وزارة الزراعة الأميركية على المعلومات الغذائية التالية:
- السعرات الحرارية: 17
- الدهون: 0.14
- الدهون المشبعة: 0
- الكاربوهيدرات: 3.89
- الألياف: 0.7
- البروتينات: 0.49
- الكولسترول: 0

## عصير المشمش
يمكن أن يخلط المشمش مع السكر والماء في الخلاط الكهربائي للحصول على عصير المشمش. إن هذا العصير غني بالفيتامينات والألياف وقليل السعرات الحرارية،
ويمكن صناعة قمر الدين من المشمش بعد عصره وتجفيفه في شكل رقائق ويصنع منه المشمشية.

## في الثقافة

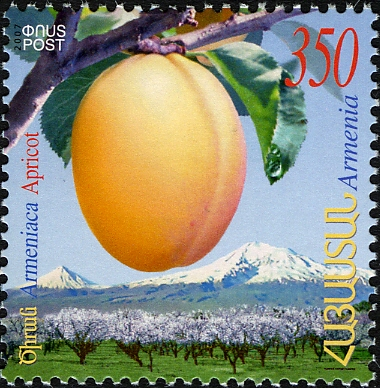
صورة لنبتة المشمش

يقول ابن منظور في لسان العرب «المِشْمِش والمَشْمَش شجر يطول حتى يقارب الجوز سبط العود والورق ومخ ثمره إما مر ويعرف بالكلابي أو حلو ويعرف باللوزي الواحدة مشمشة وبعضهم يسمي الأجاص مشمشا». الاسم الإفرنجي (Apricot) مشتق من كلمة البرقوق العربية.
تغنى العديد من شراء العربية بالمشمش فقال ابن الرومي:
وقال ابن سينا عنه «المشمش يسكن العطش، وإذا أكل يجب أن يؤخذ مع اليانسون والمصطكى، لأنه يولد الحميات بسرعة تعفنه ودهن نواه ينفع من البواسير، ونقيع المقدد من المشمش ينفع من الحميات الحارة» وأما ابن البيطار «هي ثمرة رطبة تجانس الخوخ إلا أنه أفضل من الخوخ، وهو يسهل الصفراء ويولد خلطا غليظا، يذهب بالبخر من حر المعدة ويبردها تبريدا شديدا، ويلطفها ويقمع الصفراء والدم وينبغي أن يتجنبه من يعتريه الرياح ومن يسرع اليه الجشاء الحامض. وأما اصحاب المعدة الحارة والعطش فينتفعون به»
من المعروف في الوطن العربي أنه لما كان موسم ظهور فاكهة المشمش قصير الأمد، فقد ضرب العامة مثلاً للأمور التي تكون في عداد المعدوم فقالوا عن المستحيل حدوثه في المشمش.